# Intel International Science and Engineering Fair
Die Intel International Science and Engineering Fair (Intel ISEF) ist der größte voruniversitäre Forschungswettbewerb der Welt. Seit 1997 ist Intel der namensgebende Sponsor.
Veranstalter ist die Society for Science & the Public (SSP), eine Non-Profit-Organisation mit Sitz in Washington, D.C. Die SSP gründete die ISEF 1950. 
International ist der Wettbewerb seit 1958, als sich Kanada, Japan und die Bundesrepublik Deutschland beteiligten. Er findet jährlich im Mai statt. Die über 1.500 teilnehmenden Schüler werden in nationalen und regionalen Wettbewerben ermittelt. Der deutsche Sprachraum wird dabei von Jugend forscht in Deutschland und Jugend innovativ in Österreich repräsentiert, nahezu jeder Bundesstaat der Vereinigten Staaten hingegen mehrfach. Anlässlich der ISEF werden mehrere hundert Preise von einigen hundert bis zu etlichen zehntausend US-Dollar gestiftet und vergeben. 
Schon seit 1942 veranstaltet die SSP die Science Talent Search (STS), vor Intel mit Westinghouse als Sponsor. Sieben Finalisten der STS erhielten später den Nobelpreis.